# Survivor Series (2004)
Survivor Series 2004 foi o décimo oitavo evento anual Survivor Series, promovido pela WWE. O evento foi realizado dia 14 de Novembro, na Gund Arena, na cidade de Cleveland, Ohio. O tema musical oficial foi "Ugly", de The Exies.

## Resultados
- Sunday Night HEAT Match: Lá Résistance (Róbert Conway e Sylvain Grenier) derrotaram The Hurricane e Rosey para manterem o World Tag Team Championship (4:59)
- Spike Dudley derrotou Billy Kidman, Rey Mysterio e Chavo Guerrero em uma Fatal 4-Way Match para manter o WWE Cruiserweight Championship (9:03)
  - Spike derrotou Chavo depois de um Springboard Leg Drop de Kidman.
- Shelton Benjamin derrotou Christian (com Tyson Tomko) para manter o WWE Intercontinental Championship (13:23)
  - Benjamin derrotou Christian depois de um T-Bone Suplex
- (4 vs. 4) Luta Survivor Series: Time Guerrero (Eddie Guerrero, Big Show, Rob Van Dam e John Cena) derrotou Time Angle (Kurt Angle, Carlito, Luther Reigns e Mark Jindrak) (com Jesús) (12:26)

| Eliminação # | Lutador                                                 | Time                                                    | Eliminado por                                           | Movimento finalizador                                        | Tempo                                                   |
| ------------ | ------------------------------------------------------- | ------------------------------------------------------- | ------------------------------------------------------- | ------------------------------------------------------------ | ------------------------------------------------------- |
| 1            | Carlito                                                 | Time Angle                                              | Ninguém                                                 | Correu de Cena e abandonou o ringue antes da luta começar.   | 0:00                                                    |
| 2            | Rob Van Dam                                             | Time Guerrero                                           | Angle                                                   | Eliminado com um Roll Up usando as cordas.                   | 8:45                                                    |
| 3            | Mark Jindrak                                            | Time Angle                                              | Guerrero                                                | Eliminado com um Roll Up usando as cordas.                   | 9:10                                                    |
| 4            | Luther Reigns                                           | Time Angle                                              | Big Show                                                | Eliminado depois de um Chokeslam                             | 10:20                                                   |
| 5            | Kurt Angle                                              | Time Angle                                              | Big Show                                                | Eliminado depois de um FU de Cena e um Frog Splash de Eddie. | 12:26                                                   |
| Survivors:   | Eddie Guerrero, Big Show, and John Cena (Time Guerrero) | Eddie Guerrero, Big Show, and John Cena (Time Guerrero) | Eddie Guerrero, Big Show, and John Cena (Time Guerrero) | Eddie Guerrero, Big Show, and John Cena (Time Guerrero)      | Eddie Guerrero, Big Show, and John Cena (Time Guerrero) |
- The Undertaker derrotou Heidenreich (com Paul Heyman) (15:58)
  - Undertaker derrotou Heidenreich depois de um Tombstone Piledriver.
- Trish Stratus derrotou Lita por desclassificação para manter o WWE Women's Championship (1:24)
  - Lita foi desclassificada depois de acertar Stratus com uma cadeira.
- John "Bradshaw" Layfield (com Orlando Jordan) derrotou Booker T para manter o WWE Championship (14:43)
  - JBL derrotou Booker depois de acertá-lo com o cinturão.
- (4 vs. 4) Luta Survivor Series: Time Orton (Randy Orton, Chris Jericho, Maven e Chris Benoit) derrotou Time Triple H (Triple H, Batista, Snitsky e Edge) (24:31)

| Eliminação # | Lutador                 | Time                    | Eliminado por           | Movimento finalizador                                                                             | Tempo                   |
| ------------ | ----------------------- | ----------------------- | ----------------------- | ------------------------------------------------------------------------------------------------- | ----------------------- |
| 1            | Chris Benoit            | Time Orton              | Edge                    | Eliminado depois de um Pedigree de Triple H                                                       | 7:24                    |
| 2            | Batista                 | Time Triple H           | Jericho                 | Eliminado depois de Orton acertá-lo com o cinturão(de Triple H) e um Running Enziguri de Jericho. | 10:39                   |
| 3            | Snitsky                 | Time Triple H           | Ninguém                 | Desclassificado depois de acertar Maven com uma cadeira.                                          | 16:05                   |
| 4            | Maven                   | Time Orton              | Triple H                | Eliminado por HHH depois da cadeirada de Snitsky.                                                 | 16:50                   |
| 5            | Chris Jericho           | Time Orton              | Edge                    | Eliminado depois de um Spear                                                                      | 19:04                   |
| 6            | Edge                    | Time Triple H           | Orton                   | Eliminado depois de um RKO                                                                        | 22:59                   |
| 7            | Triple H                | Time Triple H           | Orton                   | Eliminado depois de um RKO                                                                        | 24:31                   |
| Survivors:   | Randy Orton(Time Orton) | Randy Orton(Time Orton) | Randy Orton(Time Orton) | Randy Orton(Time Orton)                                                                           | Randy Orton(Time Orton) |
- - Como resultado, Time Orton teve o controle do RAW por quatro semanas.